# Königin-Carola-Gymnasium
Das Königin-Carola-Gymnasium war ein staatliches humanistisches Gymnasium für Jungen in der Südvorstadt von Leipzig.

## Geschichte

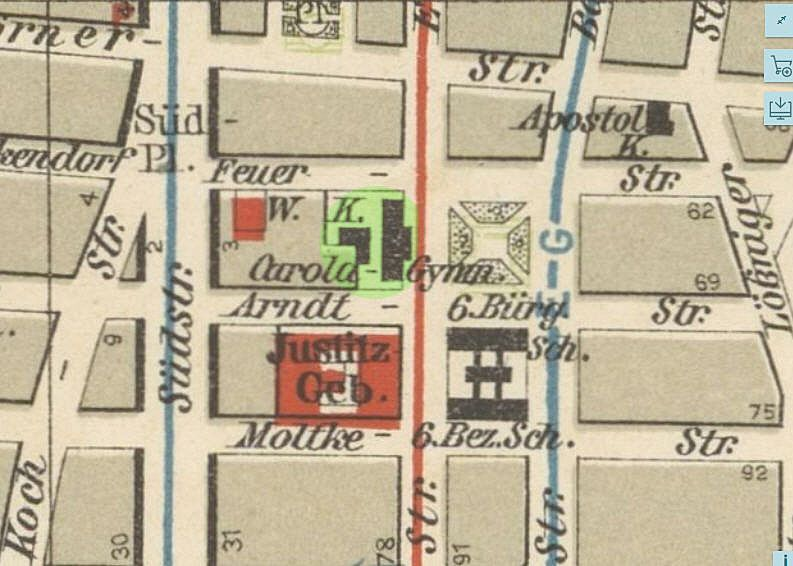
Lage des Gymnasiums (1914)

Das Königin-Carola-Gymnasium wurde nach Plänen von Stadtbaurat Otto Wilhelm Scharenberg in der Elisenstraße 62 (heute Bernhard-Göring-Straße) errichtet und am 16. Oktober 1902 eingeweiht. Mit der Namensgebung wurde die sächsische Königin geehrt, die ihr Amt mit dem Tod ihres Gatten im gleichen Jahr verloren hatte. Das Gebäude befand sich zwischen Arndt- und Schenkendorfstraße gegenüber dem Albrecht-Dürer-Platz. Es war ein dreistöckiges, 21-achsiges Gebäude mit einem 5-achsigen Mittelrisaliten. Die Seitenflügel besaßen nochmals acht Achsen. Im Hof befand sich die Turnhalle.
Zur Zeit der Eröffnung war es neben dem König-Albert-Gymnasium eines der beiden sogenannten Staatsgymnasien der Stadt. Während der Zeit des Nationalsozialismus wurde das Gymnasium 1937/38 zunächst in Friedrich-Nietzsche-Schule, Staatliche Oberschule für Jungen und später in Günther-Prien-Schule, Staatliche Oberschule für Jungen umbenannt. Prien war im Zweiten Weltkrieg ein vom NS-Regime gefeierter U-Boot-Kommandant und hatte das Königin-Carola-Gymnasium einige Jahre besucht, dieses jedoch 1924 im Alter von 16 Jahren verlassen, um zunächst bei der Handelsmarine zur See zu fahren.
Beim Bombenangriff vom 4. Dezember 1943 wurde das Gebäude völlig zerstört und das Areal nach der Trümmerberäumung nicht wieder bebaut. Heute befindet sich auf dem Grundstück eine Garagenanlage nebst Parkplatz.

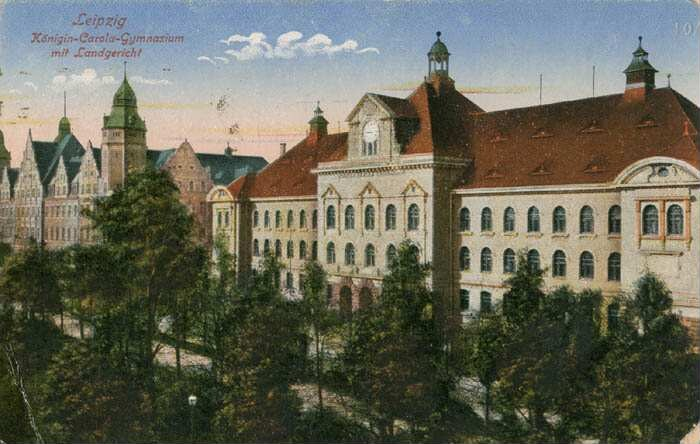
Zeitgenössische Ansichtskarte (um 1917)
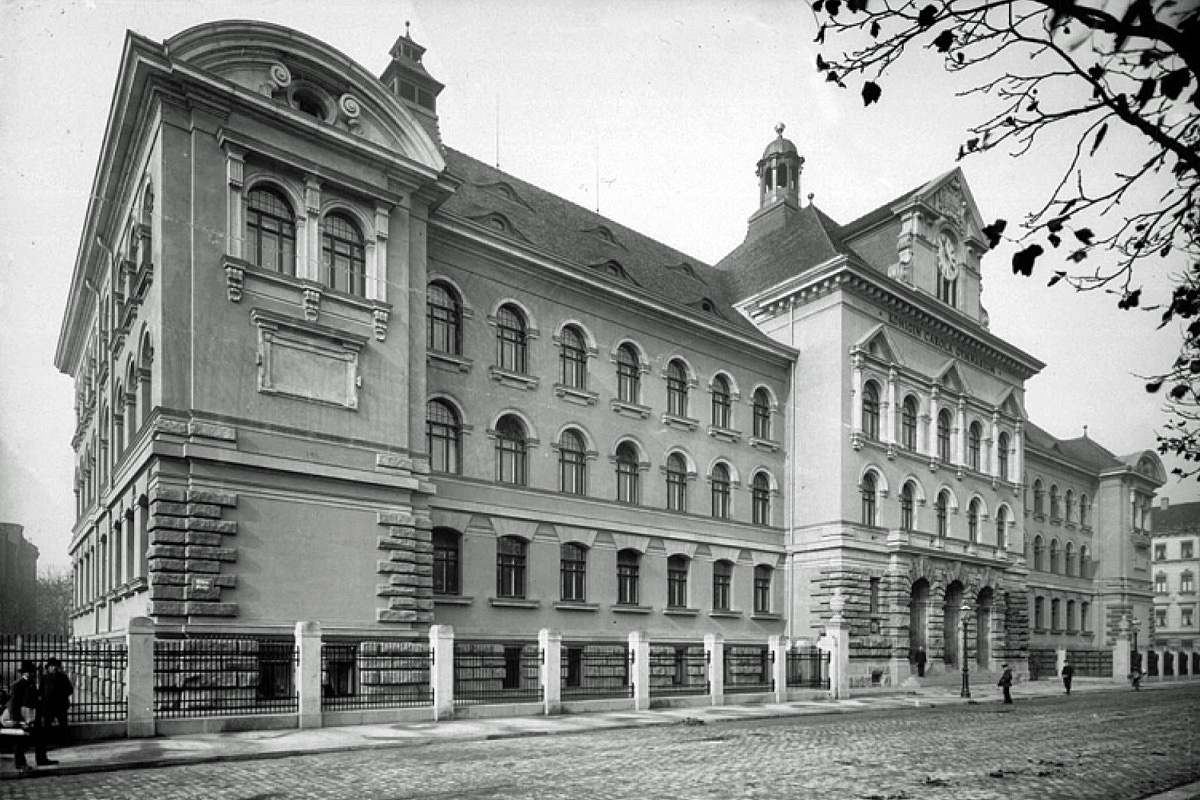
Straßenansicht (1902)
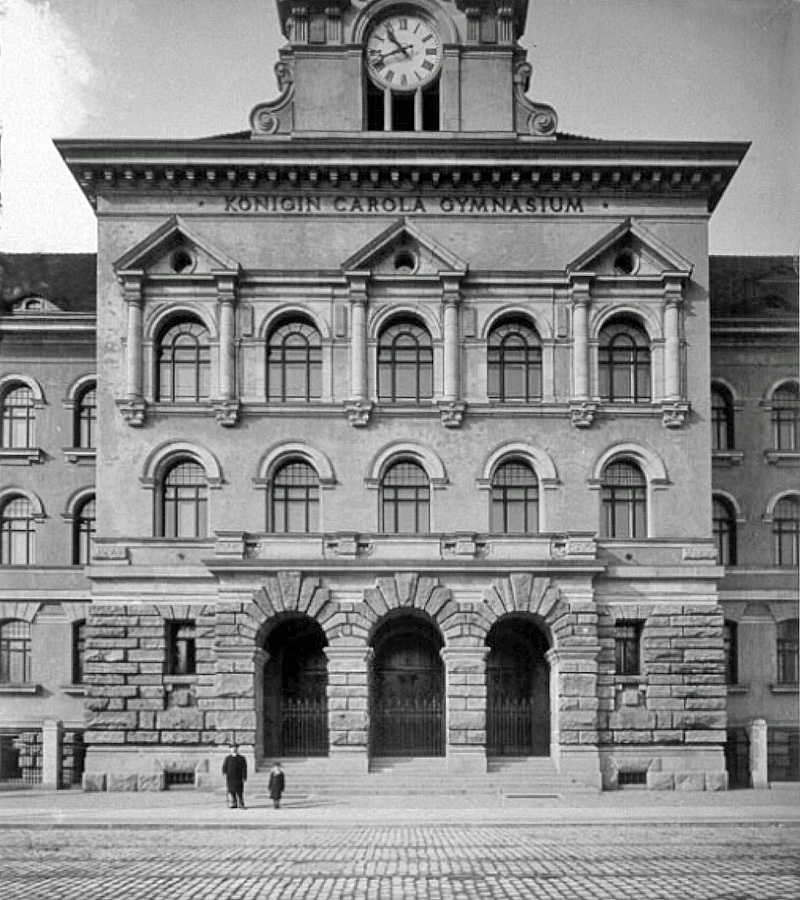
Mittelfront (1902)
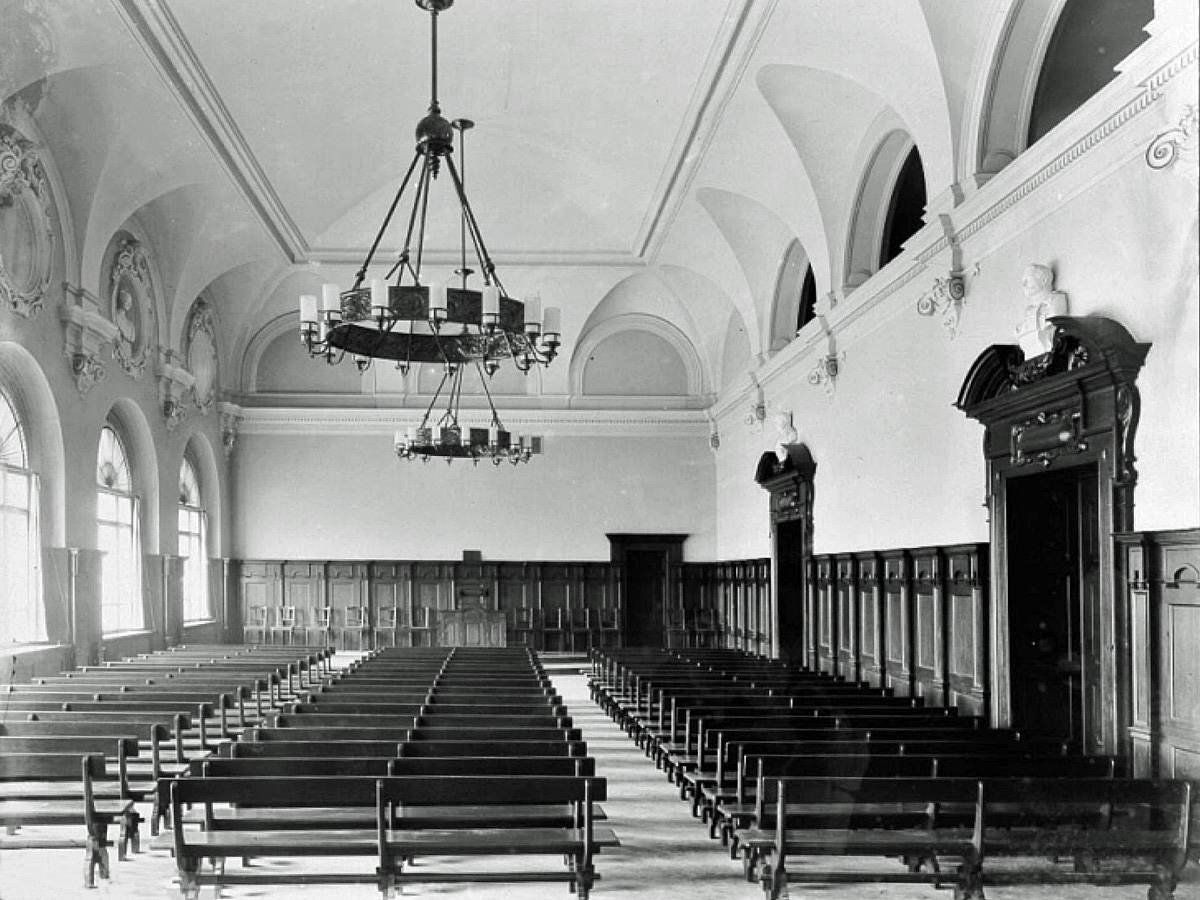
Aula (1902)
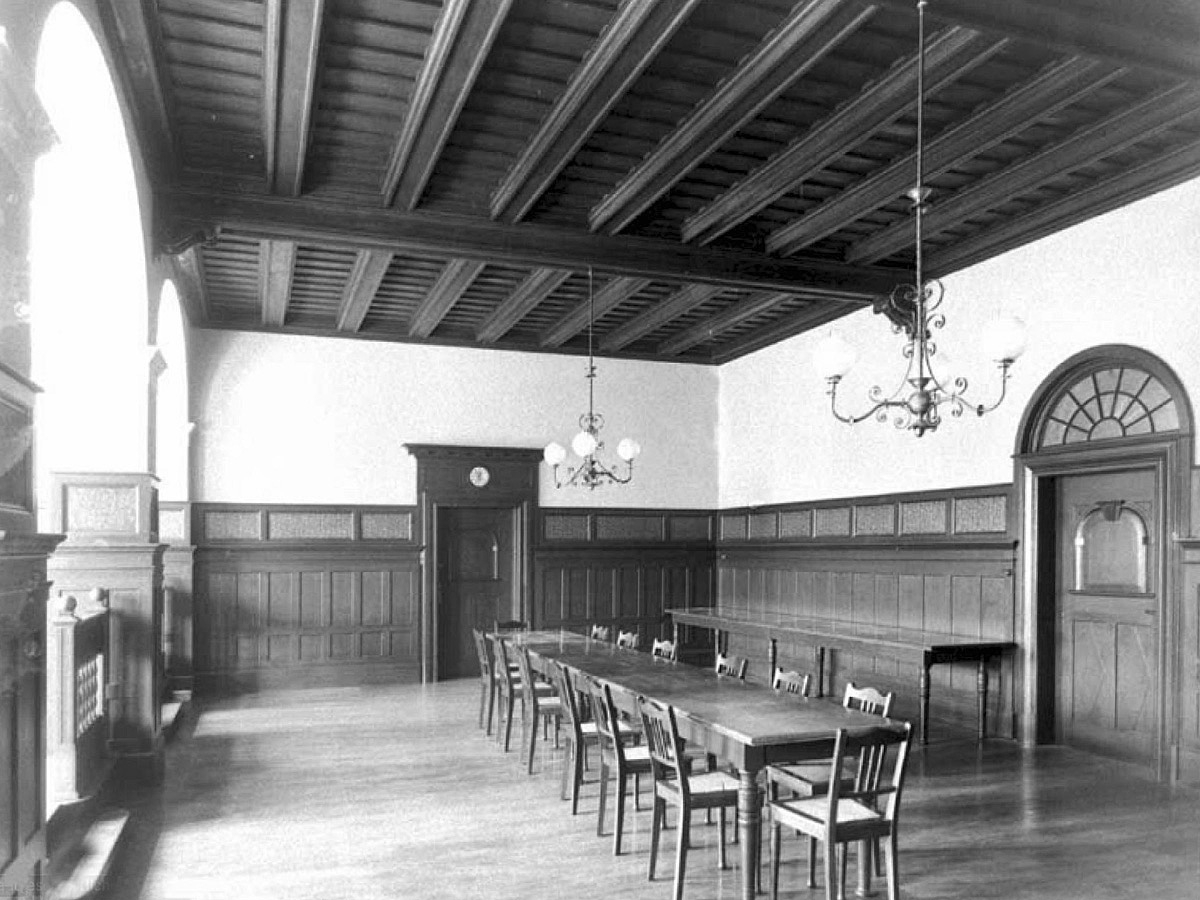
Konferenzzimmer (1902)
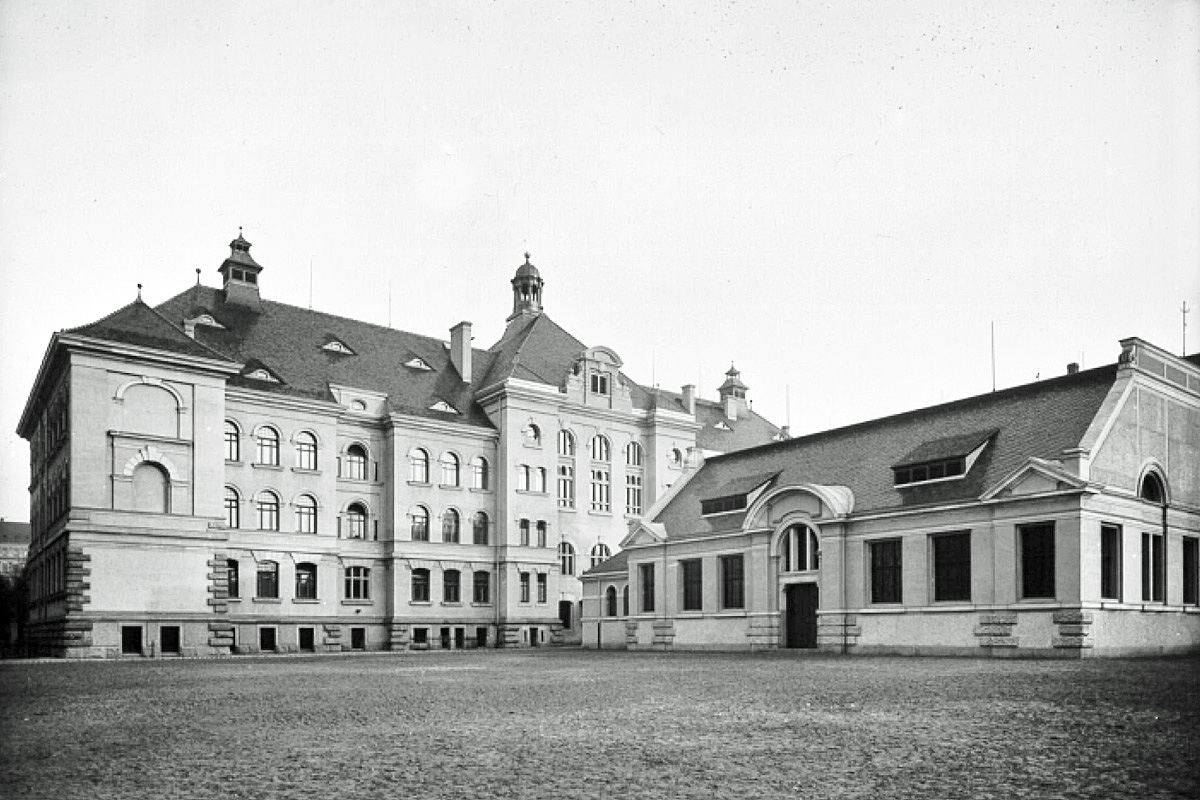
Hofseite mit Turnhalle (1902)

## Bekannte Lehrer
- Arthur Franz
- Hugo Hickmann
- Walther Hofstaetter
- Johannes Ilberg
- Bernhard Kockel
- Horst Kohl
- Gottlob Friedrich Lipps
- Peter Petersen
- Hans Preuß
- Friedrich Schulze
- Albert Soergel
- Wilhelm Spengler
- Horst Stephan
- Paul Vogel
- Georg Weicker
- Johannes Zwicker
- Karl Zuchardt

## Bekannte Schüler
- Alexander Arendt
- Erich Bauer
- Manfred Berger
- Rolf Bertolini
- Wolfgang Brauch
- Martin Broszat
- Karl Brückner
- Walther Brügmann
- Walter Brugmann
- Hans Fallada
- Erhard W. Fischer
- Hans Flössel
- Hans-Christian Freiesleben
- Karl Fritzsche
- Peter von Gebhardt
- Alfred Haase
- Karl Hauck
- Alfred Heuß
- Ernst Heuss
- Ernst Hölder
- Curt Hoffmann
- Rudolf Hohl
- Dietrich Hrabak
- Werner Ihmels
- Waldemar Ilberg
- Eberhard Itzenplitz
- Hanns Johst
- Martin Kießig
- Bernhard Kummer
- Heinrich Lange
- Gerhard Liebers
- Günter Männig
- Karl Maruhn
- Heinz Nöbert
- Eduard Pendorf
- Walter Porzig
- Günther Prien
- Tom Albert Rompelman
- Frithjof Rüde
- Wolfgang Schanze
- Werner Scharf
- Heinrich Schönfelder
- Rolf Sievers
- Ulrich Steindorff
- Max Syrbe
- Hans Thieme
- Karl Thieme
- Robert Ulich
- Job von Witzleben